# Anselmo Banduri
Anselmo Banduri, né le 18 août 1675 à Raguse en République de Raguse (actuelle Croatie) et décédé le 4 janvier 1743 à Paris, est un moine bénédictin Italien, archéologue, numismate et bibliothécaire de renom.

## Biographie
Né vers 1670, à Raguse, d’une famille noble, entra fort jeune dans l’Ordre de Saint-Benoît. Il fit ses premières études à Naples, où la congrégation dont il était membre possédait une maison, et obtint ensuite la permission de se rendre à Florence, qui lui offrait, plus qu’aucune autre ville d’Italie, des moyens de suivre son goût pour les recherches d’antiquités. Il visita auparavant les principales villes de ce pays, sans autre ressource que celle de son talent pour toucher l’orgue. Arrivé à Florence, ses connaissances dans les langues le firent juger propre à diriger les études de ses confrères.
Bientôt il se fit connaître des savants, et entre autres de Bernard de Montfaucon, qui l’indiqua au grand-duc pour remplir la chaire d’histoire ecclésiastique qu’il venait de fonder à l’Université de Pise. Ce prince, d’après l’avis de Montfaucon, l’envoya à Paris à l’Abbaye de Saint-Germain-des-Prés, afin de former son goût au milieu des savants, dont s’honorait alors cette abbaye.
Banduri songea à répondre aux vues du grand-duc, en publiant, avec des éclaircissements, plusieurs ouvrages rares ou peu connus, sur l’histoire ecclésiastique. Il annonça, par un prospectus intitulé Conspectus operum Sancti Nicephori, Paris, 1705, in-12, qu’il préparait une édition des Œuvres de Nicéphore Ier de Constantinople, et qu’il mettrait au jour successivement, le Commentaire de Théodore de Mopsueste sur les douze petits prophètes, le Commentaire de Philon de Carpasia sur le Cantique des Cantiques; celui d’Hésychios sur les Psaumes, et divers Opuscules des Pères grecs.
Il suspendit l’exécution de ce projet pour se livrer à des travaux encore plus importants; il avait découvert plusieurs manuscrits relatifs à l’histoire de Constantinople; il les compara, les traduisit en latin, en éclaircit les passages obscurs ou difficiles, et, les joignant à d’autres pièces sur le même sujet, déjà connues, les publia sous le titre d'Imperium Orientale, Paris, 1711, 2 vol. in-folio. Cet ouvrage, qui fait partie de la Collection des Byzantine du Louvre, fut vivement attaqué par Casimir Oudin, homme savant, mais partial et qui, outré de ce que Banduri avait relevé quelques erreurs où il était tombé, ne prit pas même la peine de le lire pour le combattre. Aussi sa critique ne fit-elle aucun tort à l’ouvrage, qui a conservé toute sa réputation.
Banduri publia ensuite, Numismata imperatorum romanorum, depuis Trajan Dèce jusqu’au dernier Paléologue, Paris, 1718, 2 vol. in-folio. Ce Recueil est fort estimé: il faut y joindre le Supplément, publié par Girolamo Tanini, à Rome, 1791, 1 vol. in-folio. Banduri a placé en tête de cet ouvrage le catalogue de tous les auteurs qui ont traité de la numismatique. Johann Albert Fabricius l’a fait réimprimer séparément, à Hambourg, en 1719, in-4, avec un Recueil de dissertations de plusieurs savants sur les médailles.
Banduri avait été reçu membre de l’Académie des inscriptions et belles-lettres, en 1715. Le chagrin qu’il eut de se voir abandonné par le grand-duc, son protecteur, lui fit accepter, en 1714, la place de bibliothécaire du duc d’Orléans. Il assurait, à cette époque, que son travail sur Nicéphore et Théodore de Mopsueste, formant 4 vol. in-folio, était terminé. Il paraît que sa mauvaise santé seule l’empêcha de le publier. En effet, il ne fit plus que languir, tourmenté par de fréquents accès de goutte, qui duraient jusqu’à trois ou quatre mois. Il mourut dans un de ces accès, le 14 janvier 1743.
On a dit assez légèrement, et on a répété de même, que M. de la Barre, de l’académie des inscriptions, était le véritable auteur de ses ouvrages. Banduri n’a jamais caché les obligations qu’il avait à son confrère, ni les services qu’il en avait reçus pour ses ouvrages. Il est clair qu’il eu aurait agi autrement, s’il avait voulu s’approprier son travail. On a dit encore qu’il était fils naturel du grand-duc de Toscane. Un pareil fait aurait besoin de preuves pour être cru; mais cette assertion tombe d’elle-même, si l’on veut bien se rappeler que ce fut Montfaucon qui fit connaître Banduri au grand-duc, et qui le lui recommanda; et que jamais celui-ci ne put obtenir la survivance de Antonio Magliabechi, dans la place de bibliothécaire du duc de Florence, qui lui permit seulement d’en prendre le titre à la tête d’un de ses ouvrages.

## Ouvrages
- Conspectus operum sancti Nicephori, quae propediem duobus tomis edenda sunt et quorum pauca hactenus edita fuerunt (1705)
- Imperium orientale, sive Antiquitates Constantinopolitanae (2 volumes, 1711)
- Bibliotheca nummaria sive auctorum qui de re nummaria scripserunt (1718)
- Numismata imperatorum romanorum ā Trajano Decio ad Palaeologos augustos (2 volumes, 1718)